# Bernd Göke
Bernd Göke (* in der zweiten Hälfte des 20. Jahrhunderts) ist ein deutscher Musiker und Musikproduzent.
Größere Bekanntheit erlangte Göke vor allem im Ruhrgebiet durch seine Lieder, die er überwiegend auf Ruhrdeutsch singt. 1981 hatte er einen Auftritt als blonder Protestsänger in der Fernsehserie Tour de Ruhr, hier trug er insbesondere das Lied „Lass dich nicht verkohlen, Karl“ vor.
1984 gründete er mit Hannes Schöner die Band „Fair Control“, die englischsprachige Titel veröffentlichte.
Als Produzent, teilweise auch unter dem Pseudonym „Peter Columbus“, arbeitete er u. a. mit Jennifer Rush, La Toya Jackson, Joe Cocker, Jürgen Drews, Angelique Damschen und P. M. Sampson zusammen. Sein Label heißt BGM (Bernd Göke Music).
Er komponierte die Musik für das Musical Cinderella, das 2010 im Rhein-Main-Theater in Niedernhausen uraufgeführt wurde.

## Diskografie (Auswahl)

### Solo
- 1980 Hier weht der richtige Wind (LP)
- 1984 Eines Tages hasse Schwein, dann trinkse Dortmunder Bier / Die Schachcomputer-Ballade[2]

### Fair Control
(mit Hannes Schöner)
- 1985 Angel Eyes
- 1985 Symphony of Love
- 1986 We Can Fly Together
- 1986 Letter from India